# افندی‌لر (جبراییل)
افندی‌لر (ترکی آذربایجانی: Əfəndilər) یک منطقهٔ مسکونی در جمهوری آرتساخ است که در استان هادروت واقع شده‌است.